# Список астероїдів, які перетинають орбіту Юпітера
У цьому списку наведено астероїди, проєкція орбіти яких на екліптику перетинає проєкцію орбіти Юпітера на неї. Застосовується саме таке формулювання, бо орбіти різних тіл у Сонячній системі мають різний нахил відносно екліптики. Також в статті наведені внутрішні та зовнішні грейзери Юпітера.

## Внутрішні грейзери
Список астероїдів, велика піввісь яких не перевищує 4.950429, а відстань в перигелії від 4.950429 до 5.458104.
- 1941 Вільд
- 2483 Ґвіневера
- 2959 Шоль
- 3415 Денбі
- 4446 Керолін
- 5370 Таранис
- 8373 Стівенгулд
- 8550 Гесіод
- 9767 Мідсамер Нортон
- 10608 Мамета
- 12896 Geoffroy
- 15231 Едіта
- 15376 Мартак
- 15783 Briancox
- 21804 Вацлавнейманн
- 73769 Delphi
- 84011 Жан-Клод
- 99862 Kenlevin
- 100231 Monceau
- 113415 Rauracia
- 117993 Замбужал
- 134039 Stephaniebarnes
- 173108 Ingola
- 249302 Ajoie
- 274810 Fedáksári
- 402920 Tsawout

## Зовнішні грейзери
Подібно до внутрішніх грайзерів, орбіти зовнішніх мають велику піввісь, більшу за піввісь орбіти Юпітера (5,458104), але все ще мають перигелійну відстань у межах перигелію й афелію Юпітера, тобто в межах від 4,950429 до 5,458104.
- 2008 QD4
- 2000 GQ148
- 2004 CM111
- 2005 VD
- 2008 HY21
- 2010 GW147
- 2010 XZ78
- 2011 WR74
- 2013 CJ118
- 2013 EK73
- 2013 FU61
- 2014 RE12

## Астероїди, які перетинають орбіту
Це астероїди, які будь-яким чином перетинають орбіту Юпітера, тобто мають відстань в перигелії, меншу за відстань Юпітера, і відстань в афелії, більшу за відстань Юпітера.
- 944 Гідальго
- 944 Гідальго
- 2483 Ґвіневера
- 2959 Шоль
- 3415 Денбі
- 3552 Дон Кіхот
- 4446 Керолін
- 5164 Мулло
- 5335 Дамокл
- 5370 Taranis
- 6144 Kondojiro
- 8373 Стівенгулд
- 8550 Гесіод
- 9767 Мідсамер Нортон
- 10608 Мамета
- (12307) 1991 UA
- 12896 Жоффруа
- (14569) 1998 QB32
- 15231 Едіта
- 15376 Мартак
- (15504) 1999 RG33
- (15783) 1993 PZ2
- (17212) 2000 AV183
- (18916) 2000 OG44
- (20038) 1992 UN5
- (20086) 1994 LW
- 20461 Діоретса
- (20630) 1999 TJ90
- 20898 Фаунтінгіллс
- 21804 Вацлавнейманн
- (21930) 1999 VP61
- (22070) 2000 AN106
- 22647 Levi-Strauss
- (23174) 2000 HM40
- (26166) 1995 QN3
- (26929) 1997 CE18
- (30512) 2001 HO8
- (32460) 2000 SY92
- (32511) 2001 NX17
- 37117 Narcissus
- (37578) 1990 RY2
- (37590) 1991 RA14
- (38292) 1999 RA77
- (38709) 2000 QO90
- (39266) 2001 AT2
- (45739) 2000 HR25
- (47907) 2000 GT71
- (51284) 2000 KE9
- (51838) 2001 OC61
- (52007) 2002 EQ47
- (52016) 2002 NO18
- (52068) 2002 QX40
- (61042) 2000 KB61
- (65374) 2002 PP55
- (65389) 2002 RF12
- (65407) 2002 RP120
- (67368) 2000 LH33
- (69566) 1998 BX
- (73418) 2002 LK36
- (73457) 2002 NZ43
- (73769) 1994 PN12
- (78133) 2002 NQ13
- (78470) 2002 RM45
- (78809) 2003 OR22
- (79724) 1998 SC125
- 84011 Жан-Клод
- (87704) 2000 SG23
- (92326) 2000 GS53
- (95952) 2003 QP12
- (96177) 1984 BC
- 99862 Kenlevin
- (394130) 2006 HY51